# Hünengrab im Schnee
Hünengrab im Schnee ist ein vermutlich zwischen 1807 und 1819 entstandenes Gemälde von Caspar David Friedrich. Das Bild in Öl auf Leinwand im Format 61,5 cm × 71 cm befindet sich in der Galerie Neue Meister in Dresden.

## Bildbeschreibung
Das Gemälde zeigt ein Hünengrab mit einem Deckstein auf einem schneebedeckten Hügel. Das Großsteingrab ist umgeben von drei laublosen Eichen. Den beiden gerade aufragenden Bäumen sind die Kronen ausgebrochen. Den dritten Baum hat der Wind gebogen wachsen lassen. Im dunstigen Hintergrund fällt das Gelände in einen tiefer liegenden Wald ab. Der graue Himmel liegt weit dahinter über einem bräunlichen Gebüschstreifen und hellt sich nach oben hin auf. Der erste Besitzer Karl Schildener hinterließ in einem Aufsatz eigene Eindrücke von dem Bild.

„Zuvörderst einer Winterlandschaft 2 Fuß 2 Zoll hoch und 2 Fuß und 9 Zoll breit, die eine altvaterländische Scene darstellt. Drey uralte gewaltige Eichstämme mit wenig Aesten stehen auf sanft sich erhebendem mit Schnee spärlich bedecktem Hügel in der Mitte des Bildes um ein Grabmal aus der Heiden Zeit. Dem Hintergrunde zu abwärts vom Hügel zeigt sich eine Fülle strauchartigen blätterlosen Gezweigs in matt violetllichem Tone, hinter welchem eine, den größten Theil des Horizonts verhüllende, tiefblaue, schneedrohende Abendwolke sich niedergesenkt hat, oben der röthliche Wiederschein von der untergehenden Sonne. – Dieses Bild ist eins der ersten ausgeführten Oelgemälde Friedrichs. Auch hat es vielleicht einige Härten, sonderlich in den beyden vorderen Eichstämmen.“

## Struktur und Ästhetik

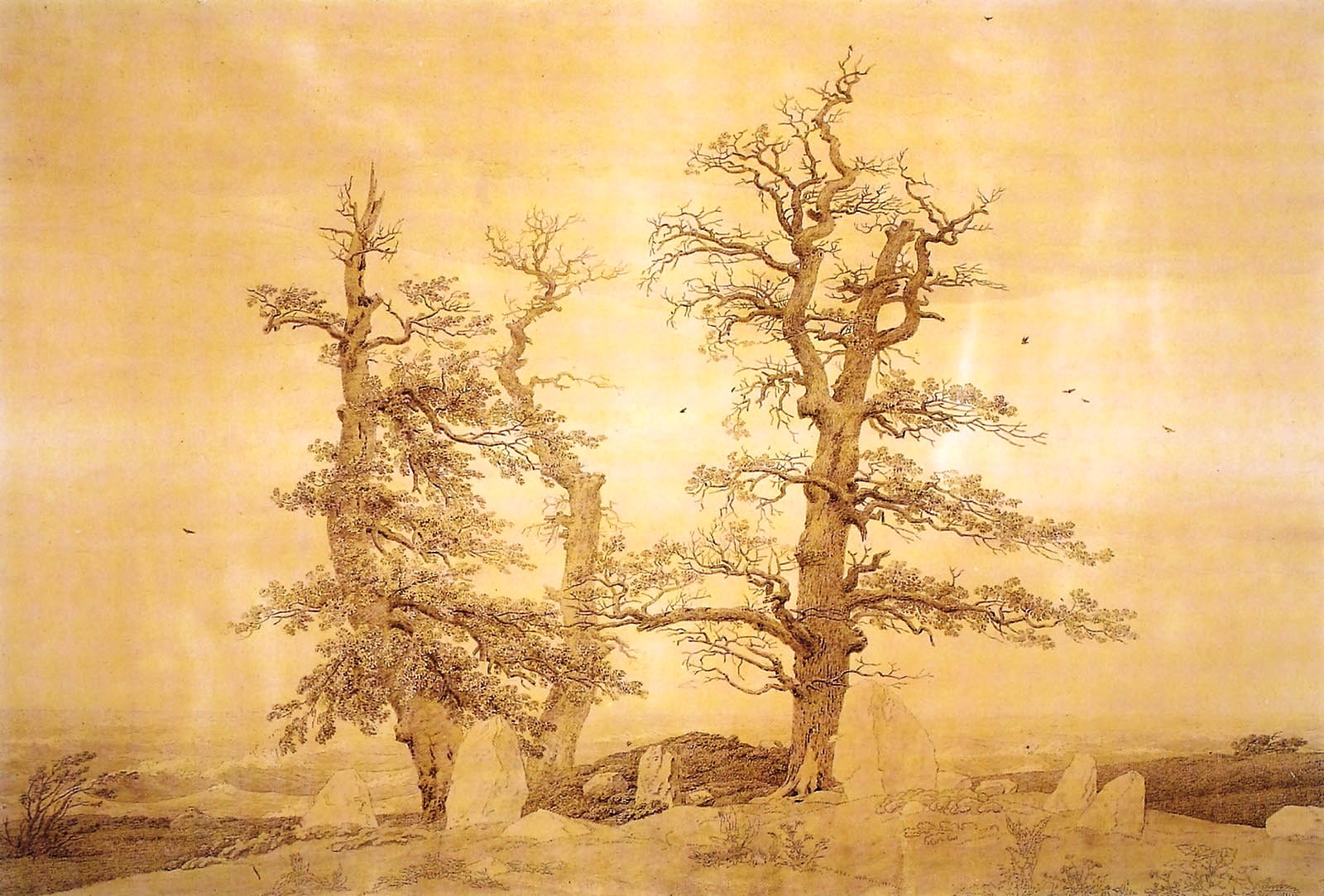
Caspar David Friedrich: Hünengrab am Meer, 1807

Das Gemälde ist eine Weiterentwicklung der Anfang 1807 vollendeten Sepia Hünengrab am Meer. Beim Hünengrab im Schnee ist das Motiv konzentrierter arrangiert und in der Aussage zugespitzt. Die Komposition orientiert sich an der Mittelachse des Bildes. Der dort befindliche schwere Deckstein des Steingrabes korrespondiert mit der winterlich erstarrten Natur der entlaubten Eichen und dem kühlen graublauen Dunst des Hintergrundes. Die leichte Farbdifferenz zwischen der rechten dunkleren Eiche und den beiden dahinter angeordneten helleren Bäumen scheint die angelegte Symmetrie des Bildes zu stören. Der Maler kommt aber offenbar der Lesegewohnheit von links nach rechts, vom helleren Bildfeld ins dunklere entgegen.

## Bilddeutung
Das Symbol einer heidnisch-heroischen Lebensauffassung sieht Helmut Börsch-Supan in den alten verstümmelten Eichen, im Hünengrab das Sinnbild des begrabenen Helden, im Winter das Reich des Todes. Kurt Wilhelm-Kästner deutet das Bild patriotisch und als eine Mahnung Friedrichs an die heroische Gesinnung, „ungebeugt und trotzig wie die Eichen im Bilde die eisige Strenge fremder Willkürherrschaft zu überdauern“. Damit folgt er dem Eindruck Karl Schildeners von einer „altvaterländische Scene“, die eine solche Interpretation im historischen Kontext zulässt. Jens Christian Jensen sieht in dem Bild ein politisches Statement ohne jede Vergangenheitsschwärmerei nach Preußens vernichtender Niederlage von Jena und Auerstedt 1806 und dem Ausgeliefertsein der napoleonischen Armee.

### Anregung
Weit verbreitet ist die Ansicht, in Friedrichs Hünengrabbildern sei die ossianisch-nordische Anschauung von Johann Gottfried Quistorp sowie von Ludwig Gotthard Kosegarten gegenwärtig und hier werde die Begegnung des Malers mit der nordischen Renaissance fruchtbar gemacht. Kosegarten bezeichnete den Eichbaum als den „Baum Gottes“ im Sinne eine naturreligiösen Anschauung. Auch könnte die Eiche im Kontext der vaterländischen Literatur stehen, wie das Gedicht Die Eichen von Theodor Körner oder das Drama Hermanns Schlacht von Friedrich Gottlieb Klopstock.

### Pendant

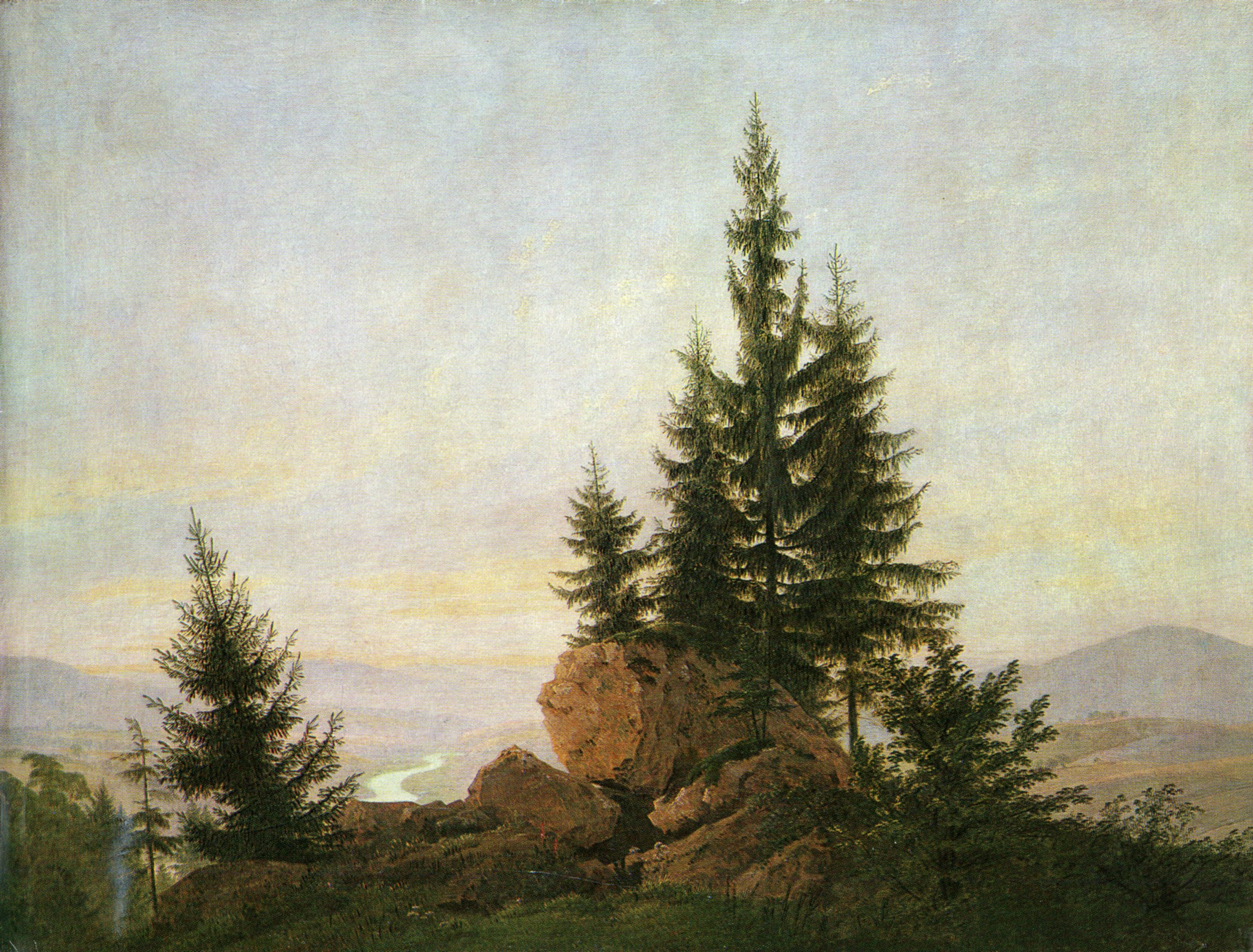
Caspar David Friedrich: Ausblick ins Elbtal, 1807

Helmut Börsch-Supan stellt die Hypothese auf, dass das Bild als Gegenstück zu dem Gemälde Ausblick in das Elbtal geschaffen wurde. Dabei konstruiert er eine Gegenüberstellung von Eichen als heidnische und Tannen als christliche Symbole.  Diese Auffassung wird auch von anderen Kunsthistorikern, u. a. von Jens Christian Jensen übernommen, jedoch nicht christlich gedeutet. Bezogen auf die französische Besetzung Preußens verweise das Bildpaar auf das Prinzip Hoffnung. Wenn das Volk aus der Erstarrung erwache, werde die Erde wieder friedlich und in Glaubensgewissheit aufgrünen.

## Skizzen und Studien
Für das Großsteingrab hat Friedrich die Zeichnung von der Rückseite der Landschaftsstudie Blick von der Südküste Rügens über die Insel Vilm nach Wusterhusen, Kröslin und Wolgast vom 16. Juni 1801 verwendet. Die Bleistiftzeichnung zeigt eine Baumstudie und zwei Ansichten des Gützkower Hünengrabes, datiert auf den 19. März 1802. Oberhalb der mittigen Studie ist notiert „16 Fuß/11 Fuß“. Auf dem Deckstein liegt eine Figur, die nach Karl Schildener Friedrichs Zeichenlehrer Johann Gottfried Quistorp sein soll. Die Zeichnung ist auch die Grundlage für die Sepia Hünengrab bei Gützkow  von 1837 und das Gemälde Abenddämmerung (um 1830). Das Hünengrab von Gützkow war mehrfach Motiv im zeichnerischen Werk. Die Eiche links stammt aus der um 1804 angefertigten Studie Eiche aus dem Karlsruher Skizzenbuch. Ebenfalls daraus entnommen die Eiche im Hintergrund (Zeichnung vom 26. April 1804). Die Eiche rechts geht auf eine verschollene Zeichnung zurück.

„Dies Grabmal war bey Gützkow und von besondrer Art. Herr Dr. Quistorp erzählt davon Folgendes, was ich für die Freunde der vaterländischen Alterthumskunde hier mittheilen will: Der große, etwa 12 Fuß lange, 7 Fuß breite, und 5 Fuß dicke obere Deckstein des Grabes ruhte auf vier, nur etwa einen Fuß hoch aus der Erde hervorstehenden Steinen, welche (wie bey solchen Gräbern gewöhnlich) unten tief in der Erde die vier Wände des Grabes bildeten. Die Grube war ganz mit dem Acker gleich, voll Erde, und der Zwischenraum zwischen dieser und der unteren Fläche des Decksteins so niedrig, daß ich, der ich schmal bin, nur mit Mühe unter durchkriechen konnte. Als Friedrich das Grab zeichnete, lag ich oben auf dem Decksteine und rauchte ein Pfeifchen, und so hat er mich auch in sein Studienbuch mitaufgenommen. Was in dem Grabe sich befunden, als dessen Steine weggesprengt und anderwärts verwendet sind, habe ich bey vielfältiger Erkundigung nicht erfahren können.“

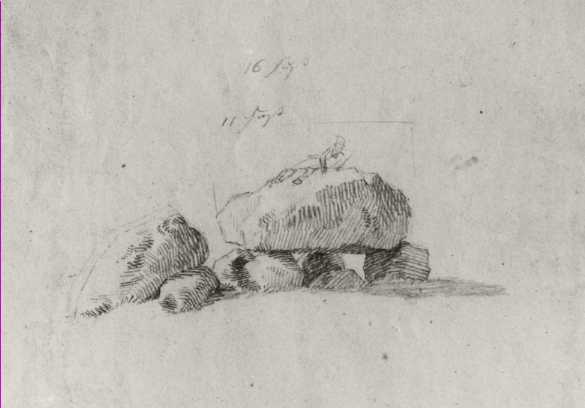
Caspar David Friedrich: Gützkower Hünengrab mit Quistorp, 1802
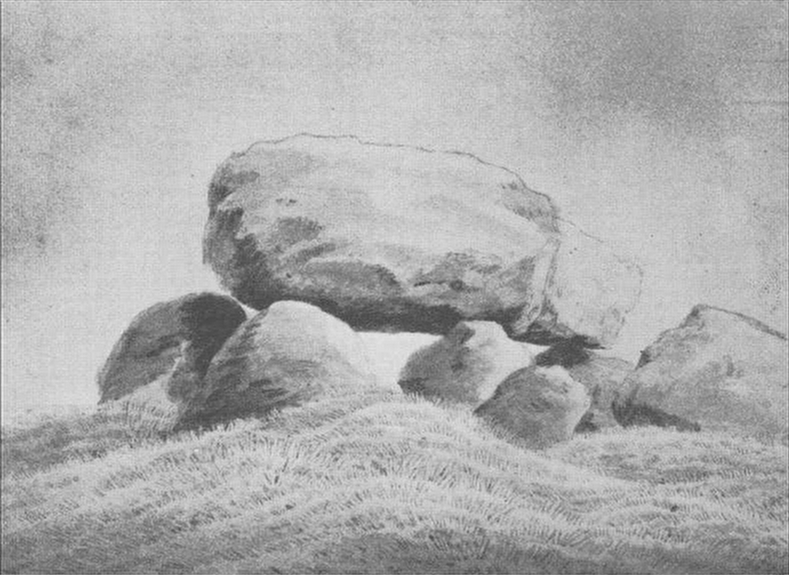
Caspar David Friedrich: Hünengrab bei Gützkow, nicht vor 1802, um 1835
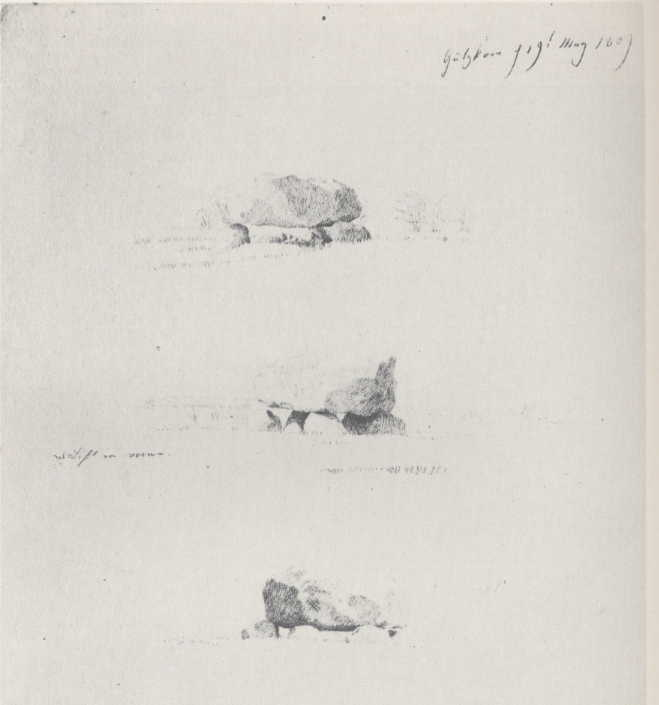
Caspar David Friedrich: Studie eines Hünengrabes bei Gützkow, 1809
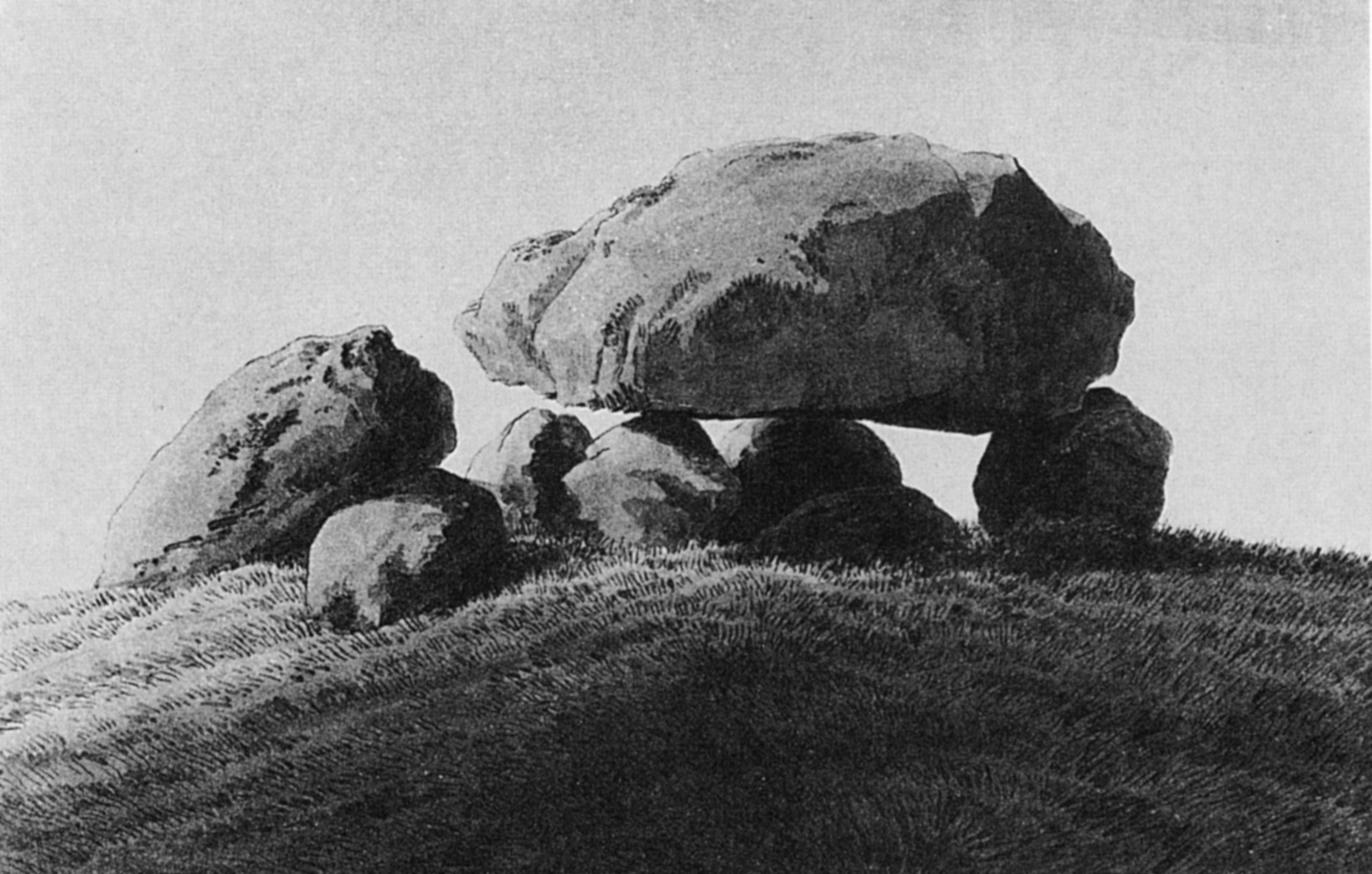
Caspar David Friedrich: Hünengrab bei Gützkow, um 1837
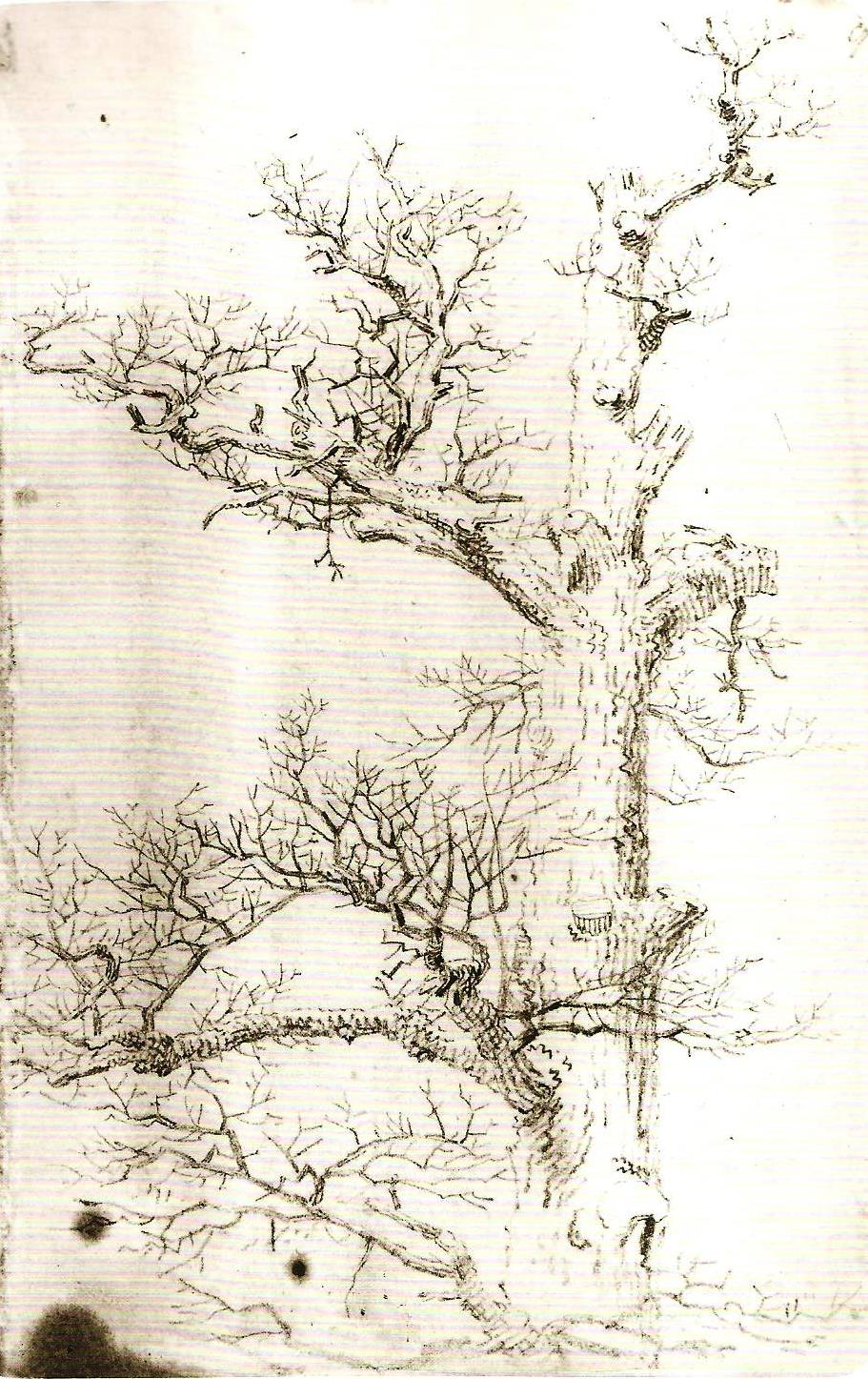
Caspar David Friedrich: Eiche, um 1804

## Provenienz, Bezeichnung, Datierung
Das Gemälde befand sich seit 1826 im Besitz von Karl Schildener und wurde mit der Sammlung Schildener 1845 in Leipzig als Winterlandschaft mit Hünengrab, Ansicht bei Gützkow versteigert. Neuer Besitzer des Bildes war Johan Christian Clausen Dahl. 1905 wurde das Bild für die Dresdner Gemäldegalerie aus dem Nachlass von Johann Siegwald Dahl erworben. Werner Sumowski bezweifelt, dass das Bild aus Schildeners Sammlung und das aus der Sammlung Dahl identisch sind und nimmt an, es habe zwei ähnliche Fassungen gegeben. Die überwiegend akzeptierte Datierung 1807 erfolgte nach der Aussage Karl Schildeners, das Bild sei eines der ersten Ölgemälde Friedrichs. Da die stilistische Einordnung diesen Befund zu stützen scheint, werden andere Hinweise zur Datierung weitgehend ignoriert. Nach einer Notiz in dem Zettelkatalog von Johan Christian Clausen Dahl entstand das Gemälde 1819 unter dem Titel „Winterlandschaft mit einem zerfallenen Opferstein oder Hünengrab, umgeben von drei entblätterten Eichen“. Bei der Widersprüchlichkeit der Aussagen in der relevanten Literatur kann weder die Identität des Bildes noch die Datierung als gesichert gelten.

## Einordnung im Gesamtwerk
Das Hünengrab im Schnee ist unter verschiedenen Gesichtspunkten in das Gesamtwerk eingebunden und bekommt seinen besonderen Stellenwert als eines der ersten Ölbilder. Mit der Motivik von Hünengrab, Eichen und Winter beschäftigte sich Friedrich in nahezu allen Phasen seines Schaffens. Die Einzelmotive sind in die unterschiedlichen Themenkreise eingebunden und somit auch nicht auf eine Deutung festgelegt. Die Kombination Eichen und Hünengrab kommt nur in einem Zeitfenster von 1806 bis 1820 vor und ist im historischen Kontext zu sehen. Dass sich der Maler in dem Gemälde Abenddämmerung, ein Bild seines Spätwerkes, selbst in der Andacht vor einem Hünengrab darstellt, entzieht das Motiv den bekannten patriotischen wie den religiösen Deutungsmustern.

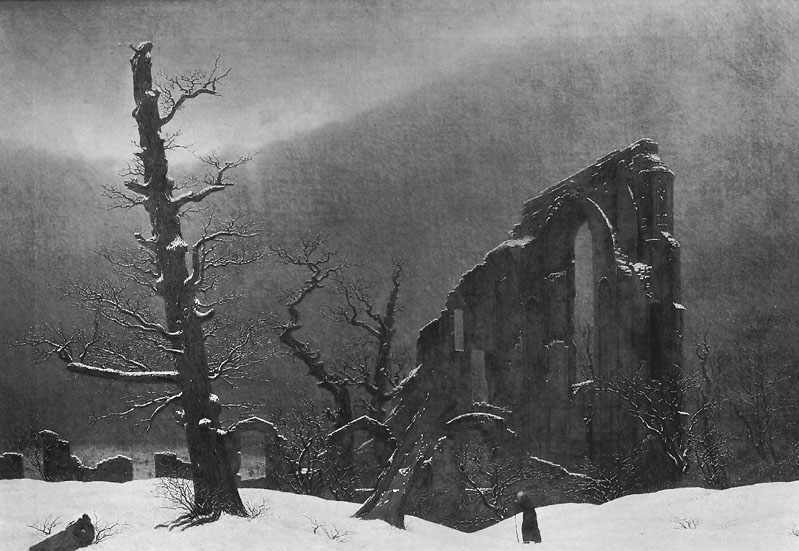
Caspar David Friedrich: Der Winter, 1808
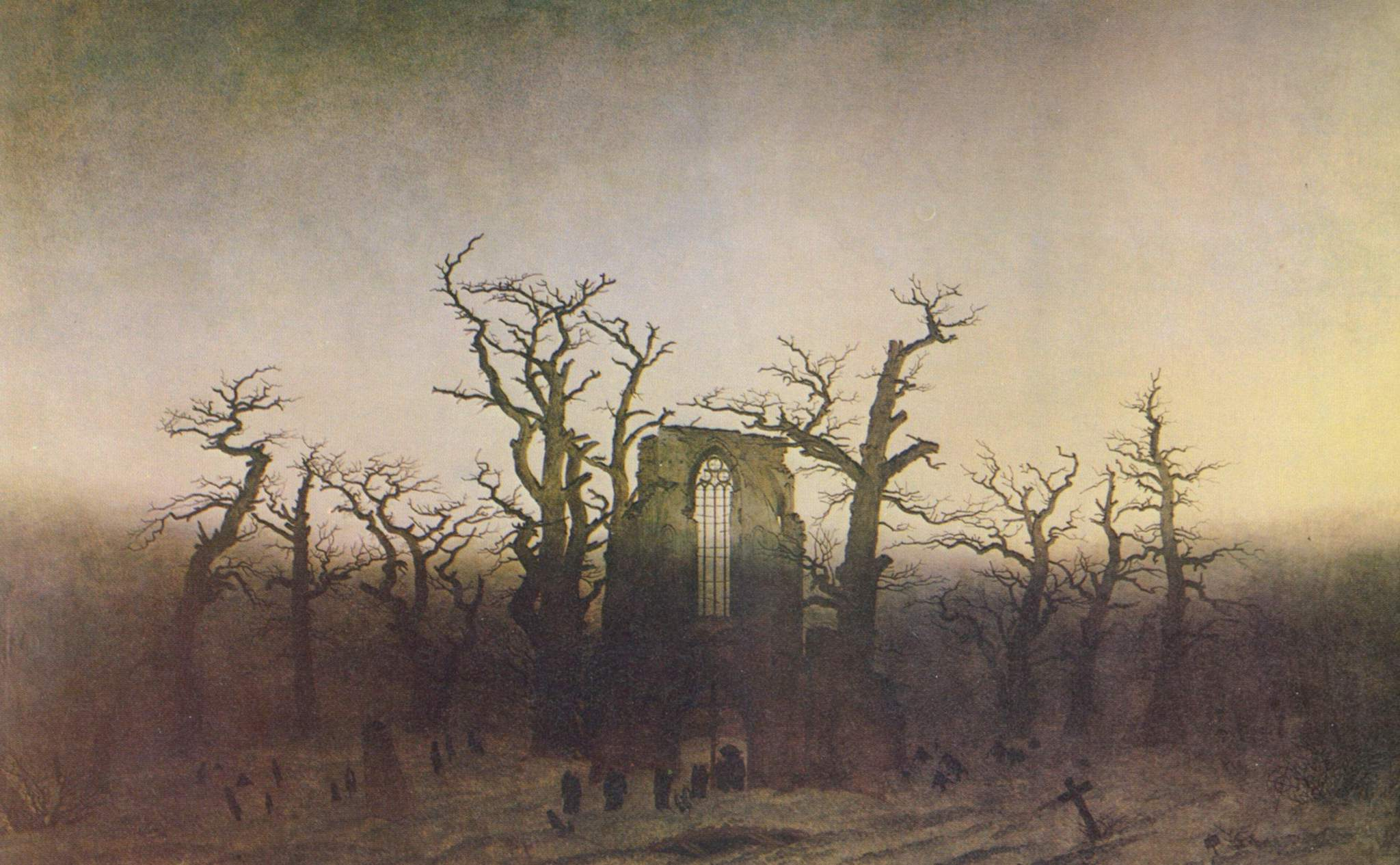
Caspar David Friedrich: Abtei im Eichwald, 1810
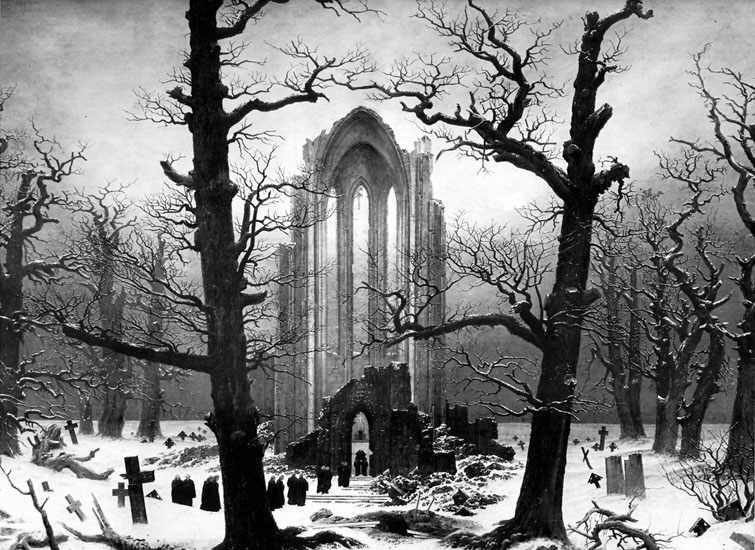
Caspar David Friedrich: Klosterfriedhof im Schnee, 1818
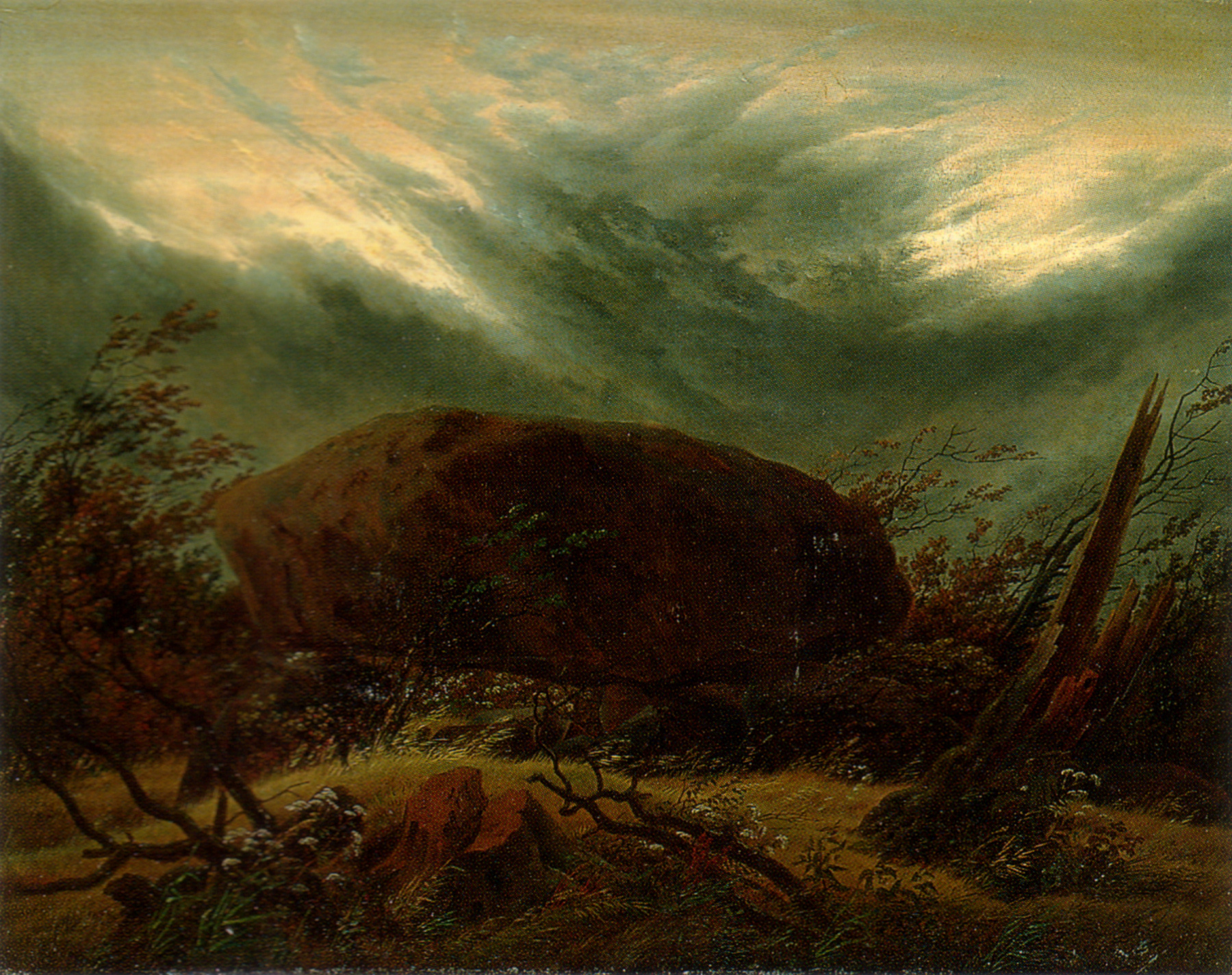
Caspar David Friedrich: Hünengrab im Herbst, um 1820
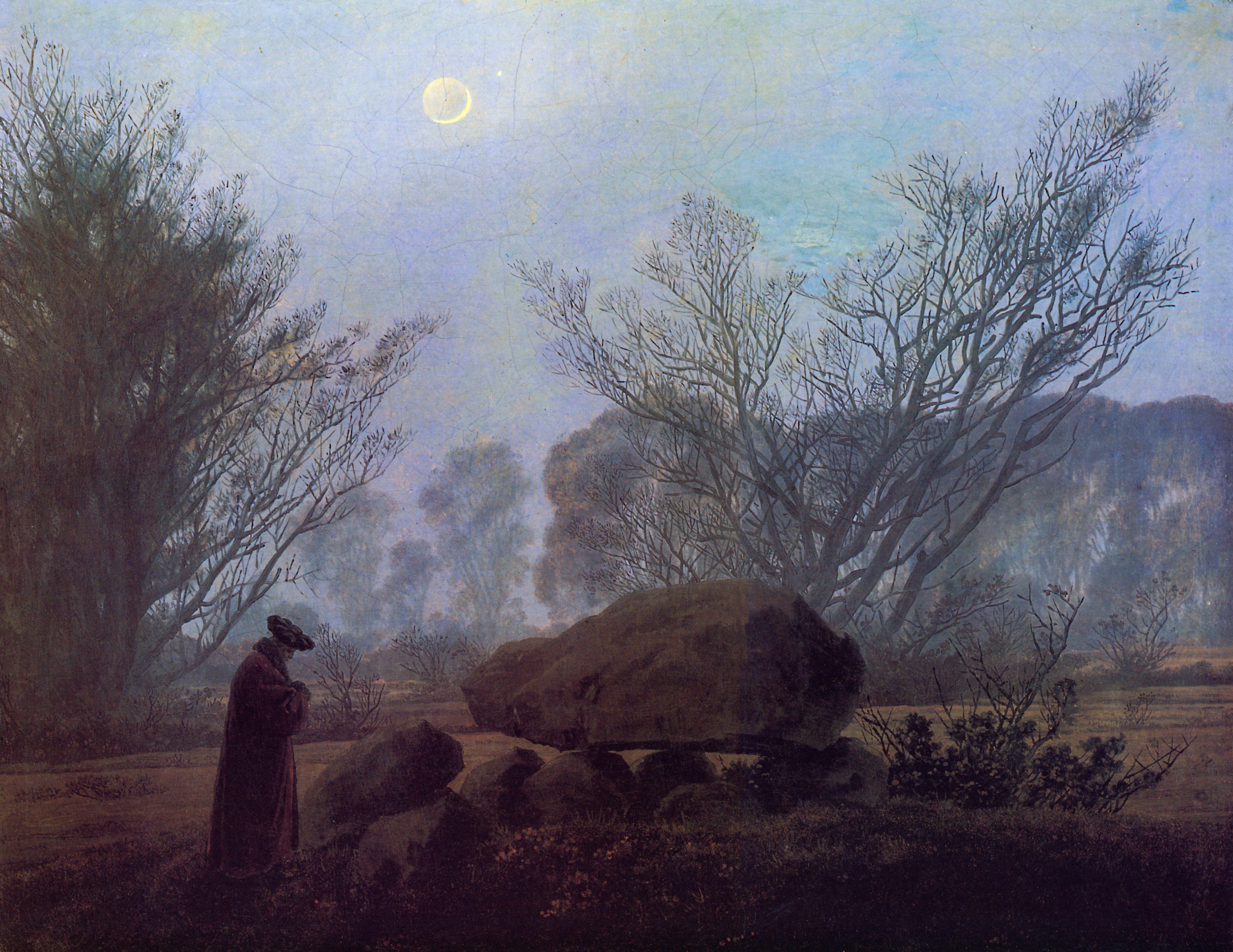
Caspar David Friedrich: Spaziergang in der Abenddämmerung, um 1830

## Bodendenkmal
Zur Lage des zwischen 1809 und 1818 zerstörten Bodendenkmals „Gützkower Großsteingrab“ gibt es zwei Hinweise: Im Jahr 1755 schrieb der Greifswalder Professor Albert Georg Schwartz in seiner Diplomatischen Geschichte der Pommersch-Rügischen Städte, dass sich „nahe vor Gützkow an dieser Seite“ ein „Opferaltar“ befände. Der Gützkower Pastor Johann Carl Balthasar (1784–1853) schrieb 1848: „Im sogenannten Niederfelde bei Gützkow lag bis vor einigen 30 Jahren ein mächtiger, auf anderen Steinen ruhender Opferstein, der seiner Zeit auch von dem Landschaftsmaler Friedrich aus Greifswald abgezeichnet worden ist. Diesen Opferstein ließ der damalige Bürgermeister Johann Balthasar Pütter (1751–1818) sprengen, um die Stätte ökonomisch nutzbar zu machen.“ Pastor Balthasar war erst 1824 nach Gützkow gekommen und hatte deshalb keinen direkten Augenschein des Vorganges. Das Niederfeld befand sich lt. Flurkarten nördlich vom so genannten Schiefenberg bei Gützkow.
Die Sprengung lässt sich zeitlich einordnen, weil Friedrich 1809 die letzten Skizzen anfertigt und der Bürgermeister Pütter 1818 verstarb. Das Grab befand sich 60 m südlich der jetzigen Gützkower Umgehungsstraße B 111 an einem jetzigen Waldvorsprung des Schiefenberges. Dort wurde ein Steinschlagplatz mit Spaltsteinresten des gesprengten Grabes und ein Steinbeil gefunden und dokumentiert.

## Wirkungen in der Kunst
Friedrichs Zeitgenossen und Schüler wie Johan Christian Dahl oder Carl Gustav Carus haben das Hünengrab-Motiv aufgegriffen. Ob diese Maler damit einem Vorbild oder einer Mode folgten, ist allerdings unklar. Auch in der zweiten Hälfte des 19. Jahrhunderts begeisterten sich Künstler wie Friedrich Preller oder Ferdinand Konrad Bellermann  für die Megalithgräber auf Rügen. Friedrich Preller lehnt sich 1843 mit seinem Gemälde Hünengrab auf Rügen an Friedrichs Sepia „Hünengrab am Meer“ von 1806 an.

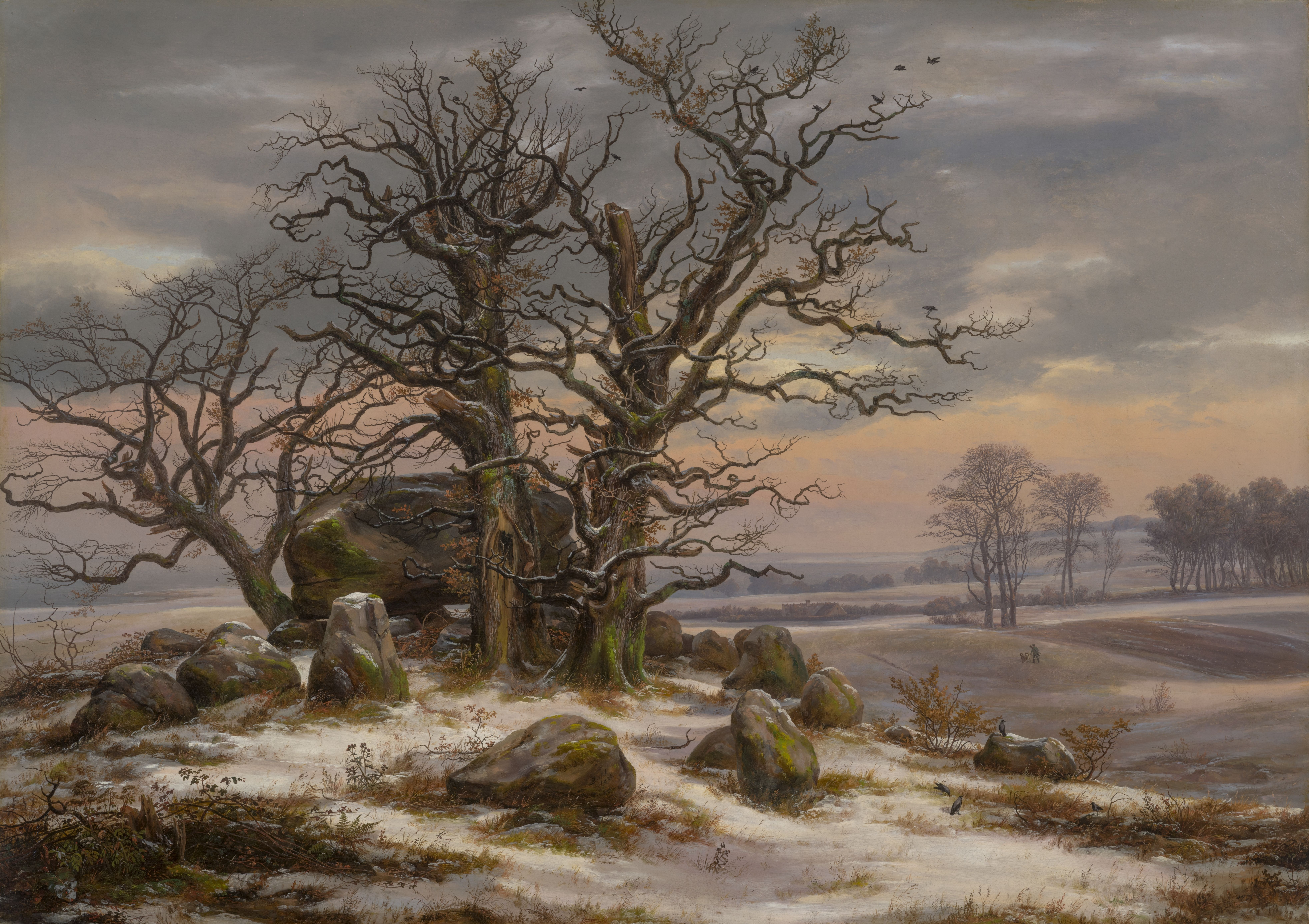
Johan Christian Dahl: Hünengrab im Winter, 1824/25
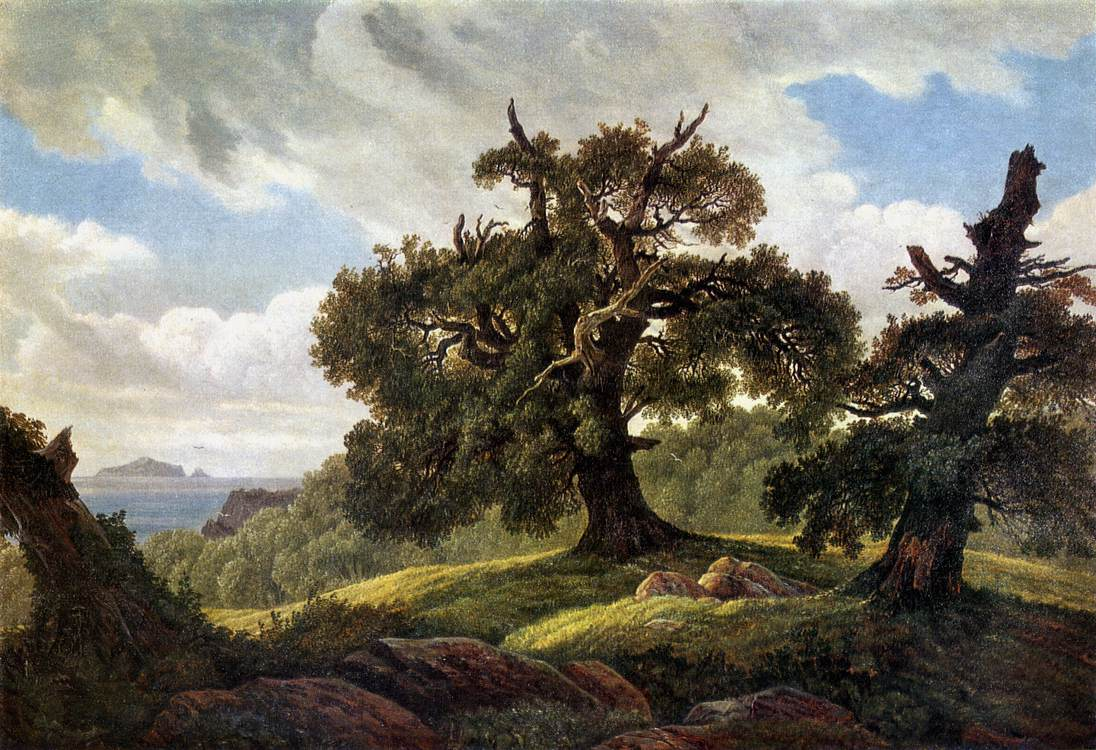
Carl Gustav Carus: Eichen am Meer, 1834/35
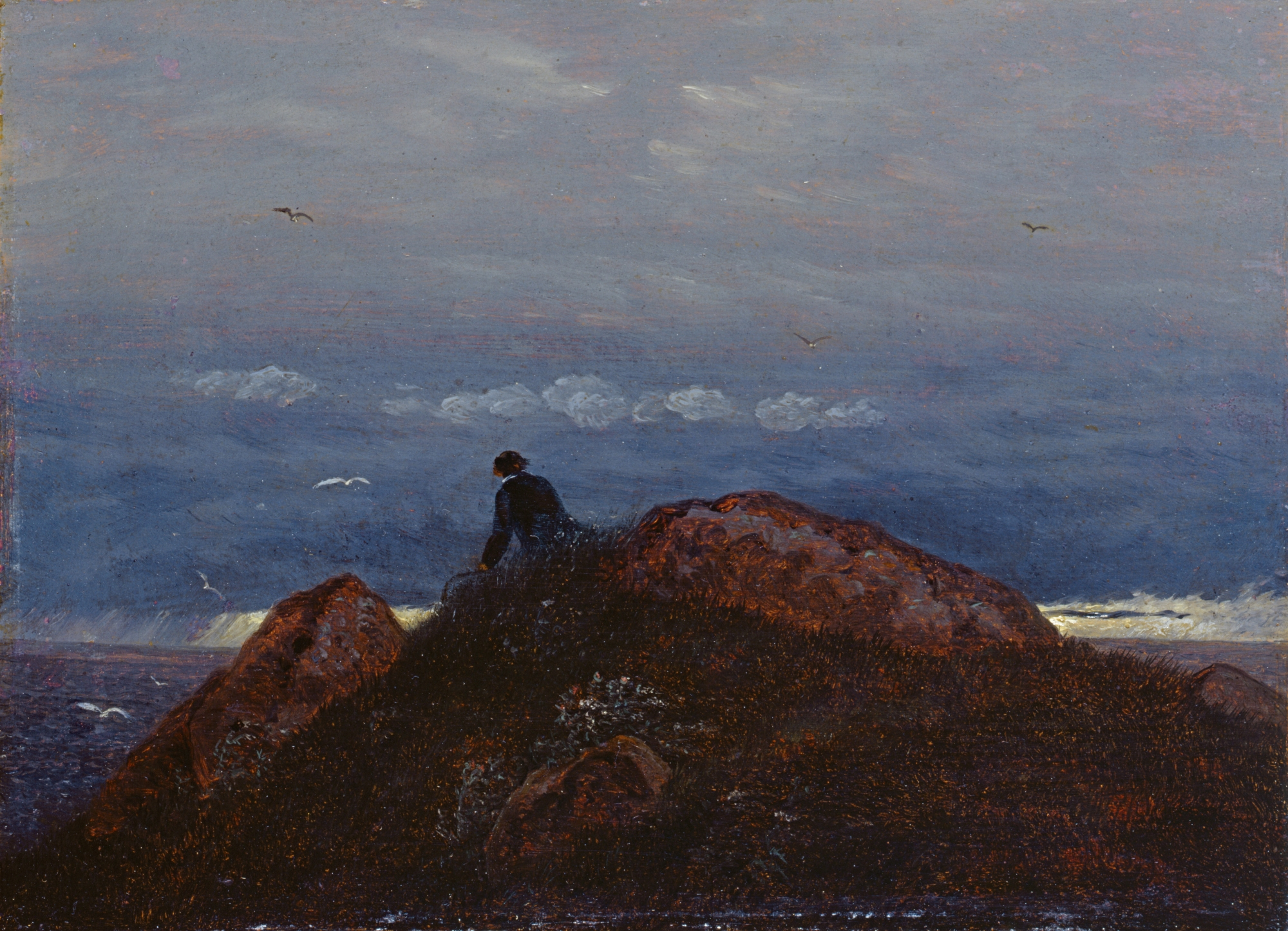
Carl Gustav Carus: Hünengrab mit ruhendem Wanderer, 1819/20
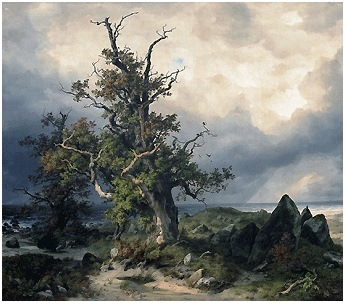
Friedrich Preller: Hünengrab auf Rügen, 1843
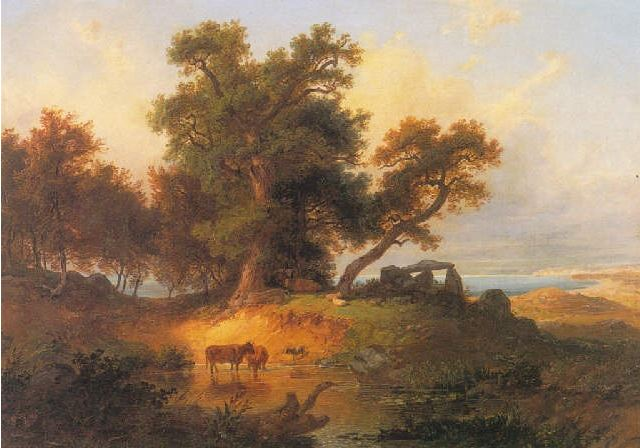
Ferdinand Bellermann: Eichen und Hünengrab am Strand von Rügen, um 1880